# Lipopoliszacharidok

Lipopoliszacharid (LPS) szerkezete

A lipopoliszacharidok (LPS) nagy molekulák, melyek lipidből és poliszacharidból állnak, és bakteriális toxinok. O-antigénből, külső magból és belső magból állnak, melyeket kovalens kötések kapcsolnak össze, és Gram-negatív baktériumok külső membránján vannak. Gyakran az endotoxin fogalmát az LPS szinonimájaként használják, azonban vannak endotoxinok (az eredeti értelmükben, vagyis bakteriális sejtben lévő, annak bomlásakor kiszabaduló toxinok), melyek nem kapcsolódnak LPS-hez, például a Bacillus thuringiensis termelte δ-endotoxinok.
A lipopoliszacharidok jelentősen befolyásolhatják az egészséget, elsősorban az immunrendszerre hatva. Hatékony immunaktivátorok és pirogének. Súlyos esetben az LPS szeptikus sokkot is okozhat. Alacsonyabb mennyiségben és hosszabb idő alatt az LPS fontos káros szerepet játszhat az autoimmun betegségekben, az obesitasban, a depresszióban és a senescentiában.

## Felfedezés
Az LPS mérgező hatását Richard Friedrich Johannes Pfeiffer fedezte fel, és ő nevezte el őket endotoxinoknak, melyek a baktériumon belül lévő toxinok, de csak annak megszűnéséig vannak ott, megkülönböztetve az exotoxinoktól, melyeket a baktérium folyamatosan bocsát ki környezetébe. Később kiderült, hogy a Gram-negatív baktériumokból való LPS-kibocsátáshoz nem mindig szükséges a baktériumsejtfal lebomlása, hanem az LPS a membránvezikulum-forgalom révén normál fiziológiás aktivitás mellett kerül ki a bakteriális külsőmembrán-vezikulumokba, melyek más virulenciafaktorokat és fehérjéket tartalmaznak.

## Funkciója baktériumokban
Az LPS a Gram-negatív baktériumok külső membránjának fő alkotója, jelentősen hozzájárulva a baktériumok szerkezeti épségéhez és a membrán védelméhez bizonyos kémiai támadásoktól. Az LPS a leggyakoribb antigén a legtöbb Gram-negatív baktérium felszínén: az E. coli és a Salmonella külső membránjának akár 80%-át is adhatja. Az LPS növeli a sejtmembrán negatív töltését, és segít stabilizálni a membránszerkezetet. Nagyon fontos számos Gram-negatív baktériumnak, melyek elpusztulnak az azokat kódoló gének mutációja vagy eltűnése esetén. Azonban az LPS legalább egy kevés Gram-negatív baktériumnak nem szükséges – ilyenek a Neisseria meningitidis, a Moraxella catarrhalis és az Acinetobacter baumannii. Szerepe lehet nem patogén hatásokban is, például a felszínadhézióban, a bakteriofág-szenzitivitásban és a predátorokkal, például amőbákkal való kölcsönhatásban. Ezenkívül az LPS szükséges az omptinok (egy baktériumproteáz-osztály) működéséhez.

## Összetétel

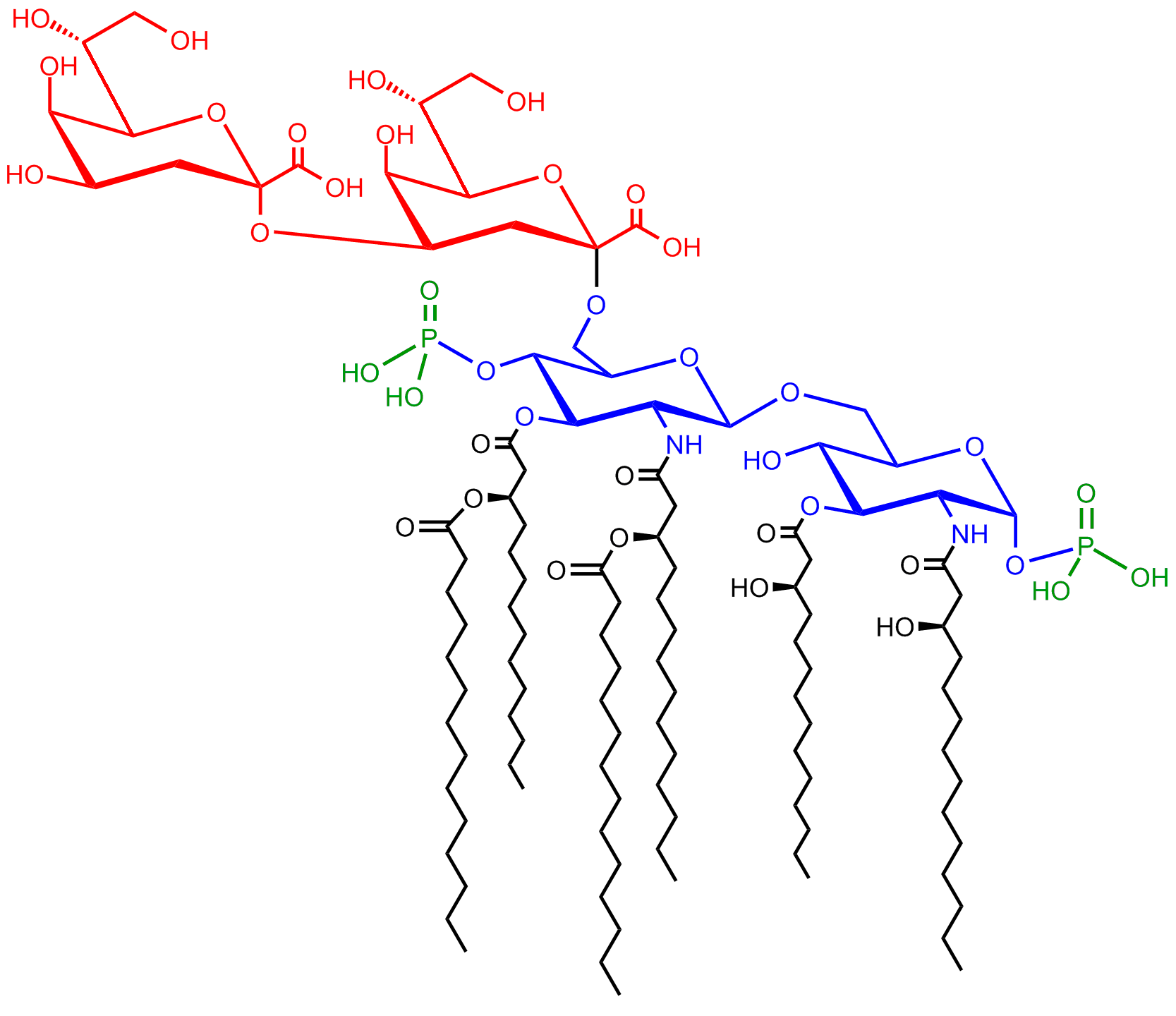
A Kdo_{2}-lipid A szacharolipid. A Kdo részek vörössel, a glükózaminrészek kékkel, az acilláncok feketével, a foszfátok zölddel vannak jelölve.

A lipopoliszacharidok 3 részből állnak: az O antigénből (más néven O poliszacharid), a mag-oligoszacharidból és a lipid A-ból.

### O-antigén
Az O-antigén, más néven O-poliszacharid vagy O-oldallánc ismétlődő glikánpolimer. Ez a mag-oligoszacharidhoz kapcsolódik, és az LPS legkülső része. Összetétele törzsenként eltér: a különböző Escherichia coli-törzsekben több mint 160 eltérő szerkezet van. Az O-láncok jelenléte vagy hiánya határozza meg, hogy az LPS sima vagy durva. A teljes hosszúságú O-láncok sima, hiányuk vagy rövidülésük durva LPS-t jelentenek. A durva LPS-ű baktériumok sejtmembránján általában jobban hatolnak át a hidrofób antibiotikumok, mivel a durva LPS hidrofóbabb. Az O antigén a baktériumsejt legkülső részén van, így a gazdaantitestek célpontja.

### Mag
A magdoménben mindig van oligoszacharid, mely a lipid A-hoz közvetlenül kapcsolódik, és cukrokat, például heptózokat és 3-dezoxi-
d-manno-okt-2-ulozonsavat (KDO, ketodezoxioktulozonát) tartalmaz. Sok baktérium LPS magja tartalmaz nem szénhidrát részeket, például foszfátot, aminosavakat vagy etanolamin szubsztituenseket.

### Lipid A
A lipid A általában foszforilált glükózamin-diszacharid több zsírsavval. Ezek az LPS-t a baktériummembránba rögzítik, a maradék a sejtfelszínből megy ki. Ez felel sok Gram-negatív baktérium toxicitásáért. A baktériumok lízisekor lipid A-tartalmú membrántöredékek kerülnek a vérbe, lázat, hasmenést és adott esetben szeptikus sokkot okozva. A lipid A rész az LPS nagyon állandó része. Azonban a lipid A szerkezete eltér a baktériumfajok közt. Ez határozza meg a a gazda immunaktivációját.

## Lipooligoszacharidok
Az LPS „durva” alakja kisebb az O-poliszacharid hiánya miatt, mely helyett oligoszacharid van. Ez a lipooligoszacharid, mely egyes Gram-negatív baktériumok, például a Neisseria és a Haemophilus spp. külső membránján van. A LOS a Gram-negatív baktériumok külső membránjának épségét és működőképességét tartja fenn. Fontos egyes baktériumfertőzések patogenezisében, mivel képes immunstimulánsként és immunmodulátorként hatni. Továbbá lehetővé teszik egyes baktériumtörzsek molekuláris mimikrijét és az antigéndiverzitást, segítve a gazda immunitásának kivédését és a bakteriális törzsek virulenciáját. A Neisseria meningitidisnél a lipid A szimmetrikus, a belső mag 3-dezoxi-
d-manno-okt-2-ulozonsav- (KDO) és heptóz (Hep) részből áll, a külső pedig a törzstől függ.

## Hatástalanítása
Egy nagyon állandó gazdaenzim, az aciloxiacil-hidroláz képes az LPS hatástalanítására szövetekbe való belépésekor vagy ottani termelődésükkor. Ezenkívül a bélben lévő LPS-t LPS-gátlóvá alakíthatja. Ily lipázt termelnek a neutrofilok, a makrofágok és a dendritsejtek, mely inaktiválja az LPS-t a lipid A két szekunder acilláncának eltávolításához tetraacil-LPS-t eredményezve. Egereknek beadva LPS-t az AOAH-hiányos egerekben megnő a nem specifikus antitestek száma, hosszú krónikus hepatomegália és elhúzódó endotoxin-tolerancia jelentkezik. Az LPS-inaktiváció szükség lehet az állatoknak a homeosztázis helyreállítására a neki való kitettség után. Bár az LPS-szignál akadályozására van sok más módszer, ezek egyike se képes a változás megakadályozására az AOAH-hiányos állatokban.
Az LPS bélfoszfatáz általi defoszforilációja csökkentheti a Salmonella tryphimurium és a Clostridioides difficile fertőzésének súlyosságát a normál bélmikrobiom helyreállításával. Ez megakadályozza a baktériumok okozta gyulladást és a „szivárgó beleket” a lipid A defoszforilációjával.

## Bioszintézis és transzport

Az LPS létrejötte: az O-antigén alegységek a belső membránon átkerülnek a Wzx által, ahol polimerizálódnak a Wzy által (a lánchosszt a Wzz határozza meg) és ligálódnak mag-lipid A-molekulákat adva (melyeket az MsbA helyez át).

LPS-transzport: A kész LPS a periplazmán és a külső membránon áthelyeződik az LptA, B, C, D, E, F és G fehérjék révén.

## Biológiai hatások a Gram-negatív baktériumokkal fertőzöttekre

### Immunválasz
Az LPS a legfőbb endotoxin, mivel a CD14/TLR4/MD2 receptorkomplexhez kötődik számos sejttípusban, különösen a monocitákban, a makrofágokban és a B-sejtekben, mely a citokin-, a nitrogén-monoxid- és az eikozanoidszekréciót erősíti. Bruce Beutler a 2011-es fiziológiai vagy orvostudományi Nobel-díj egy részét annak bemutatásáért kapta, hogy a TLR4 LPS-receptor.
A sejt stresszválaszának részeként a szuperoxid az egyik fő reaktív oxigéngyök, melyet az LPS indukál sok TLR-t expresszáló sejttípusban. Az LPS továbbá exogén pirogén (lázokozó anyag).
Az LPS-funkcióval néhány évig kísérleteztek, mivel számos transzkripciós faktort aktivál. Az LPS számos, a szeptikus sokkban résztvevő mediátort termel. Az ember sokkal érzékenyebb az LPS-re más állatoknál, például egereknél: 1 μg/kg LPS elég emberben a szeptikus sokkhoz, de az egér 1000-szer annyit tolerál. Ennek oka lehet a természetes antitestek szintje közti eltérés a két faj közt. Said et al. kimutatták, hogy az LPS a CD4 T-sejtek tágulásának IL-10-függő akadályozását okozza, és a PD-1-szinteket növeli a monocitákon, ami az azok általi IL-10-termelést okozza a PD-1 PD-L1 általi kötése után.
Az endotoxinok felelnek főképp a Gram-negatív patogének, például a meningococcalis betegségeket, például meningococcaemiát, Waterhouse–Friderichsen-szindrómát és meningitist okozó Neisseria meningitidis általi fertőzés súlyosságához.
Számos baktériumtörzs LPS-ének részei kémiailag hasonlók a gazdasejt felszínén lévő molekulákhoz (molekuláris mimikri). Például a Neisseria meningitidis L2, 3, 5, 7, 9-nél az oligoszacharid végén lévő tetraszacharid (lakto-N-neotetraóz) azonos a humán eritrociták ABH glikolipidje, a paraglobozid tetraszacharidjával. A patogén Neisseria-fajok LOS-ának triszacharidja (laktotriaóz) megtalálható a humán sejteken lévő glikoszfingolipidekben is. Számos meningococcus B és C, valamint a gonococcusok LOS-szerkezete rendelkezik e triszachariddal. E mimikri nemcsak álca az immunrendszer elől, hanem az immuntolerancia megszüntetésében is szerepet játszhatnak egyes humán leukocita-antigénekkel, például HLA-B35-tel való fertőzéskor.
Az LPS-t érzékelhetik a vérképző őssejtek (HSC) a TLR4-kötéssel, mely proliferációjukat okozza szisztémás fertőzés esetén. Ez aktiválja a TLR4-TRIF-ROS-p38 jelzést a HSC-kben, és proliferatív stresszt okozhatnak, a kompetitív megújítási képességet csökkentve. Egerek S. typhimurium-fertőzése hasonló eredményt adott, érvényessé téve a kísérleti modellt in vivo.

### A változékonyság hatása az immunválaszra

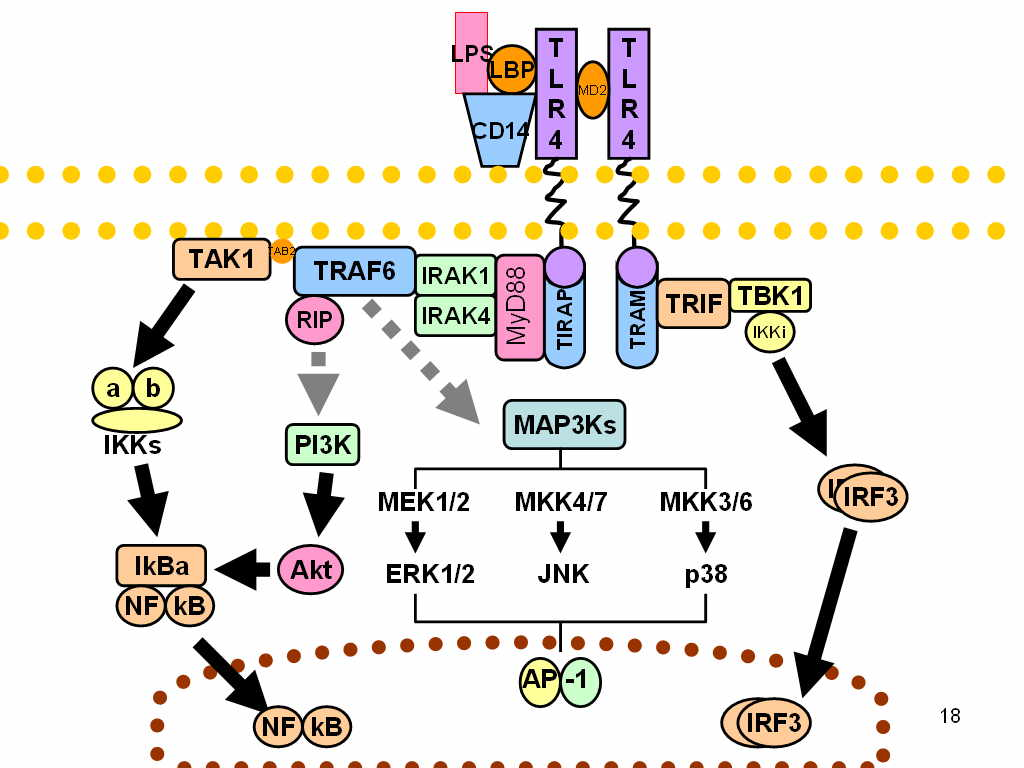
A Toll-típusú receptorok felismerik az LPS-t és immunválaszt adnak.

Az O-antigének az LPS legváltozékonyabb részei, így azok antigénspecifikusak. Ezzel szemben a lipid A a legállandóbb. Azonban a lipid A összetétele is eltérhet (az acilláncok számában és természetében – akár nemzetségen belül vagy azok közt is). Néhány ilyen változás antagonisztikus tulajdonságokat adhat az LPS-nek. Például a Rhodobacter sphaeroides difoszforil-lipid A-ja a humán sejtekben LPS-antagonista, de a hörcsög- és lósejtekben agonista.
Feltehetően a kúposabb lipid A (például az E. colié) jobb agonista, a kevésbé kúpos, például a Porphyromonas gingivalisé, más szignált aktiválhat (TLR2-t a TLR4 helyett), a teljesen kúpos, például a Rhodobacter sphaeroidesé TLR-antagonista. Általában az LPS-géncsoportok az egyes patogéntörzsek, -alfajok és -fajok közt erősen eltérnek.
A normál humán vérszérum baktericid anti-LOS antitesteket tartalmaznak, és az eltérő szerotípusú törzsekkel fertőzött betegek eltérő specificitású antitesteket tartalmaznak a normál szérumhoz képest. Ennek oka a LOS szerkezete, különösen az oligoszacharid részéé.
A Neisseria gonorrhoeaeben kimutatták, hogy a LOS antigenitása változhat a fertőzés során, mivel e baktériumok 1-nél több LOS-típust szintetizálhatnak (fázisvariáció). Továbbá a Neisseria gonorrhoeae a Neisseria meningitidishez és a Haemophilus influenzaehez hasonlóan képes tovább módosítani a LOS-t in vitro, például szialilációval (sziálsavrészlettel történő módosítás), növelve a komplementmediált támadáshoz, csökkentheti a komplementrendszer aktivációját, vagy kikerülheti a baktericid antitestek hatásait. A szialiláció hozzájárulhat a gátolt neutrofilkötéshez és immunsejtek által történő fagocitózishoz, valamint a kisebb oxidatív stresszhez. A Haemophilus somnus, egy marhapatogén szintén mutatott LOS-fázisvariációt, ami segítheti a marha immunrendszerének kivédésében. E megfigyelések alapján tehát a baktériumok felszíni molekuláinak, például a LOS-nak a változásai segítheti a patogén humorális és sejtmediált immunitás elleni védelmét.

### Nem kanonikus LPS-felismerési útvonalak
2018-ban felfedezték, hogy a TLR4-mediált útvonalak mellett egyes tranziens receptorpotenciál-ioncsatornák is felismerik az LPS-t. 
A TRPA1 LPS-mediált aktivációját kimutatták egerekben és Drosophila melanogasterben. Nagyobb koncentrációban az LPS más TRP csatornákat is aktivál, például a TRPV1-et, a TRPM3-at és bizonyos mértékig a TRPM8-at is. Az LPS-t epitélsejteken a TRPV4 ismeri fel. A TRPV4 LPS általi aktivációja szükséges és elegendő a nitrogén-monoxid-termeléshez.

## Egészségi hatások
Az LPS egészségi hatásainak alapvető okai az immunaktivációs és -modulációs, különösen gyulladásokozó képessége.

### Endotoxémia
Az endotoxinok jelenléte a vérben az endotoxémia. A magas endotoxinszint szeptikus sokkot okoz, az alacsonyabb a metabolikus endotoxémia. Az endotoxémia kapcsolatban állhat az elhízással, az étrenddel, a szív- és érrendszeri megbetegedésekkel és a cukorbetegséggel, de ezt a gazda genomja is befolyásolhatja.
Ezenkívül a béleredetű endotoxémia, különösen a gazda-patogén felületnél, fontos tényező az alkoholos hepatitiszben, mely valószínűleg vékonybélbaktériumtúlburjánzás-szindróma és megnövekedett bélpermeabilitás miatt alakul ki.
A lipid A az emlősök immunrendszerének irányítatlan aktivációját okozhatja gyulladásmediátorokkal, ami szeptikus sokkhoz vezethet. E reakciót a Toll-típusú receptor 4 mediálja, mely az immunsejt-aktivációért felel. Az erek endotél rétegének ezek által okozott sérülése kapilláris szivárgáshoz, vazodilatációhoz, szívfunkció-csökkenéshez és szeptikus sokkhoz vezethet. Jelentős komplementaktiváció is megfigyelhető később a baktériumok osztódása révén. A nagy bakteriális proliferáció kiterjedt intravaszkuláris koagulációhoz (DIC) vezethet egyes szervek, például a vese, a mellékvesék és a tüdő funkciójának elvesztésével a nem megfelelő vérellátás miatt. A bőr a gyakran a koagulációs faktorok csökkenésével együtt jelentkező érsérülés hatásait is mutatja petechiák, purpura és ecchymosis formájában. A végtagok is érintettek lehetnek, bizonyos esetekben akár üszkösödés is kialakulhat. A mellékvese-funkció megszűntének következménye mellékvese-elégtelenség, a mellékvesékbe való vérzésé Waterhouse–Friderichsen-szindróma, melyek mindegyike életveszélyes lehet.
A gonococcalis LOS sérülést okozhat a humán petevezetékben.

### Autoimmun betegség
Egyes LOS-molekulák molekuláris mimikrije feltehetően autoimmunitást okozó gazdaválaszokat, például sclerosis multiplexet okozhat. További példák a gazdaszervezetek baktériumok általi mimikrijére az emberben gyomor-bél betegséget okozó Helicobacter pyloriban és a Campylobacter jejuniban és a chancroidát okozó Haemophilus ducreyi. Egyes C. jejuni-szerotípusok Guillain–Barré-szindróma és annak változata, a Miller–Fisher-szindróma okozói. Ennek okai bizonyos tetra- és pentaszacharidok a LOS-ban.

### Elhízás
Epidemiológiai tanulmányok szerint a nagyobb LPS-mennyiség, amit a több endotoxin-termelő baktérium okozhat, egyes elhízással kapcsolatos betegségekben is közrejátszhat. Más tanulmányok szerint a tisztított E. coli-LPS elhízást és inzulinrezisztenciát okozhat csíramentes egérmodellekben. Egy 2012-es tanulmány az Enterobacter cloacae B29 lehetséges közreműködését vizsgálta egy ember elhízásában és inzulinrezisztenciájában. Az LPS és az elhízás kapcsolatának feltételezett módja, hogy az endotoxin gyulladásmediált útvonalat hoz létre, mely az észlelt elhízást és az inzulinrezisztenciát okozza. Kapcsolódó baktériumnemzetségek például az Escherichia és az Enterobacter.

### Depresszió
Kísérletekből és megfigyelésekből is igazolhatónak bizonyult, hogy az LPS a depresszióban közrejátszhat. LPS egereknek adása depresszív tünetekhez vezethet, és egyes depressziós emberekben nagyobb az LPS-szint. A gyulladás közrejátszhat benne, és az LPS azt segíti.

### Sejtöregedés
Az LPS okozta gyulladás sejtöregedést okozhat például a tüdő epitél- és a mikrogliasejtek esetén (utóbbi neurodegenerációhoz vezet).

## Szennyezőanyagként
A lipopoliszacharidok gyakori szennyeződések a baktériumokból preparált plazmid-DNS-ben és a bennük kifejezett fehérjékben, és eltávolítandó a kísérletek szennyezését és a fermentációval előállított termékek toxicitását elkerülendő.
Az állatmodellekben az egyik leggyakrabban tanulmányozott fehérje, az ovalbumin gyakran tartalmaz endotoxint. Ez gyakori modellallergén légúti hiperreszponzivitásra (AHR). Az LPS-tartalmú ovalbumin eredményeket hamisíthat, mivel a pontos allergénhatást nem adja vissza.
A gyógyszergyártásban szükséges minden endotoxinnyom eltávolítása a gyógyszertároló edényekből, mivel kevés endotoxin is betegséget tud okozni. Erre depirogenációs kemencét használnak, mivel több mint 300 °C-os hőmérséklet kell az LPS teljes bontásához.
Az endotoxin észlelésére használatos standard assay a limulus-amőbocita-lizátum (LAL) assay, mely a patkórák (Limulus polyphemus) amőbocitáit használja. A lizátum koagulációját nagyon kevés LPS is okozza az enzimkaszkád révén történő nagymértékű erősítés miatt. Azonban a patkórák csökkenő mennyisége és a LAL-lel kölcsönható faktorok miatt alternatív assay-ket hoztak létre, például az ELISA teszteket, melyek a LAL rekombináns változatát, a faktor C-t használják.

## Fordítás
Ez a szócikk részben vagy egészben  a   Lipopolysaccharide című angol Wikipédia-szócikk ezen változatának fordításán alapul.  Az eredeti cikk szerkesztőit annak laptörténete sorolja fel. Ez a jelzés csupán a megfogalmazás eredetét és a szerzői jogokat jelzi, nem szolgál a cikkben szereplő információk forrásmegjelöléseként.